# 拉伊泰尔
拉伊泰尔（法語：Lahitère，法語發音：[la.itɛʁ]）是法国上加龙省的一个市镇，属于米雷区。

## 地理
拉伊泰尔（43°8'20"N, 1°11'32"E）面积3.9 平方千米，位于法国奧克西塔尼大區上加龙省，该省份为法国西南部内陆省份，西南端与西班牙接壤，自此顺时针与上比利牛斯省、热尔省、塔恩-加龙省、塔恩省、奥德省和阿列日省接壤。
与拉伊泰尔接壤的市镇（或旧市镇、城区）包括：圣克鲁瓦沃尔韦斯特尔、蒙伯罗、蒙泰斯基厄沃尔韦斯特尔。

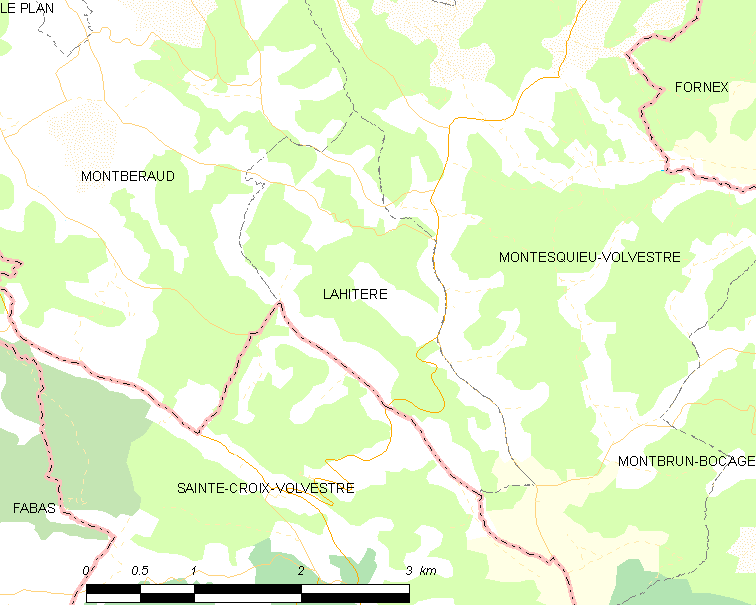
拉伊泰尔的OSM定位图

拉伊泰尔的时区为UTC+01:00、UTC+02:00（夏令时）。

## 行政
拉伊泰尔的邮政编码为31310，INSEE市镇编码为31267。

## 政治
拉伊泰尔所属的省级选区为欧特里沃县。

## 人口

1962-2008年间拉伊泰尔人口变化图示

拉伊泰尔于2022年1月1日时的人口数量为53人。